# Énergie solaire en Finlande

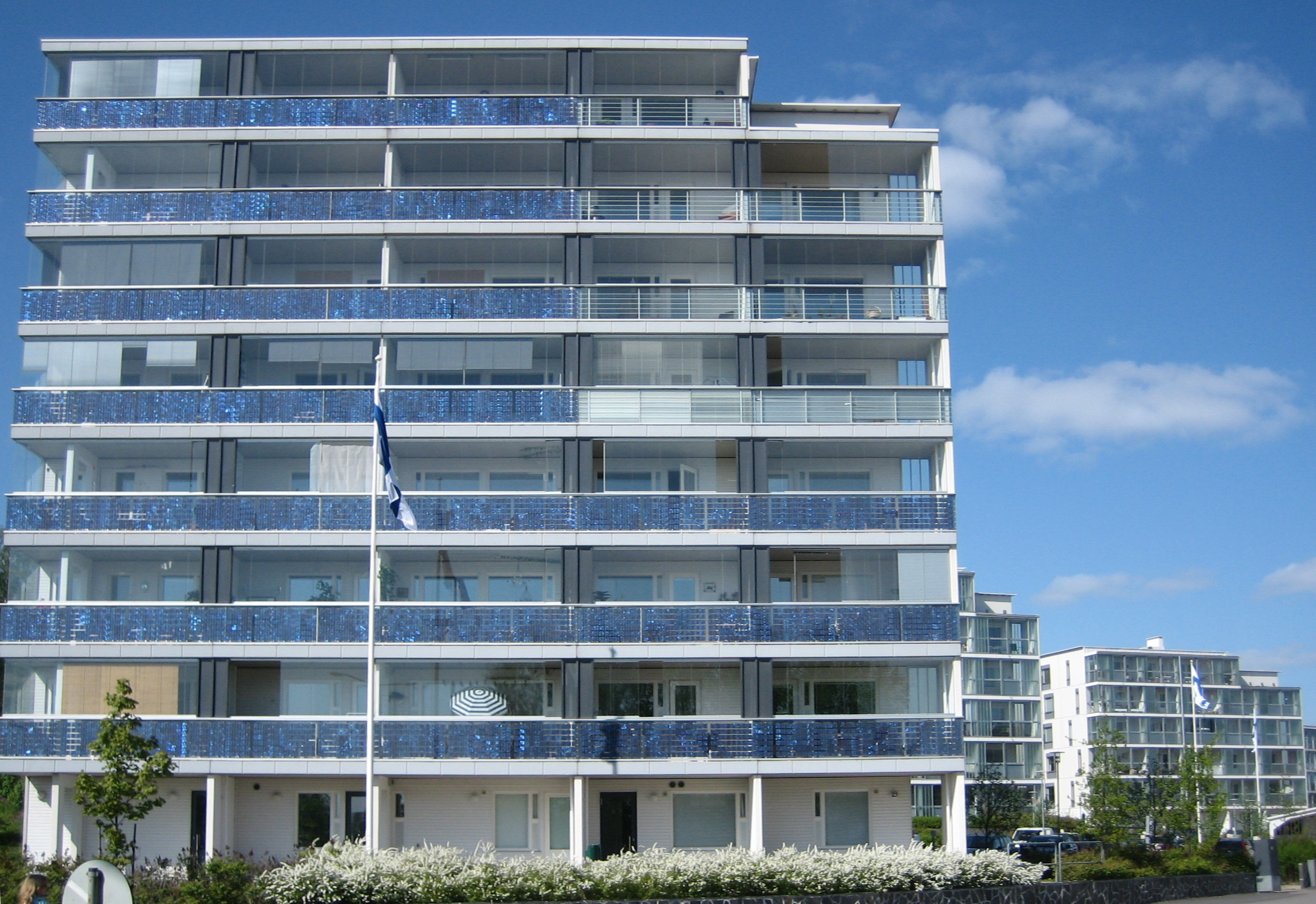
Panneaux solaires à Helsinki

L'énergie solaire en Finlande est principalement utilisée pour chauffer l'eau et pour produire de l'électricité, grâce à l'énergie solaire photovoltaïque.
En 2023, le solaire photovoltaïque a produit 0,8 % de l'électricité du pays.
La puissance installée par habitant en Finlande fin 2024 est inférieure de 68 % à la moyenne de l'Union européenne, à l'avant-dernier rang de l'UE.

## Photovoltaïque
Le climat froid permet aux panneaux photovoltaïques de bénéficier d'une augmentation de puissance allant jusqu'à 25 % par heure, car ils ne surchauffent pas.
Le soleil étant assez bas dans le ciel à cette latitude, les installations photovoltaïques verticales sont populaires sur les côtés des bâtiments. Ces murs solaires captent également la lumière qui est réfléchie par la neige.
Ainsi, la neige n’est pas nécessairement déneigée des installations solaires sur les toits.

## Statistiques

### Production d'électricité
Selon EurObserv'ER, la Finlande a produit 1 155 GWh en 2024, en progression de 61 %, soit 0,4 % de la production de l'Union européenne (UE), au 18e rang des producteurs photovoltaïques de l'UE, loin derrière l'Allemagne (25,0 %), l'Espagne (18,1 %), l'Italie (12,1 %), la France (8,2 %), les Pays-Bas (7,3 %), la Pologne (5,1 %) et la Grèce (3,4 %).
L'AIE estime la pénétration théorique du solaire photovoltaïque finlandais à 1,2 % de la production totale d'électricité du pays fin 2024 (moyenne de l'Union européenne : 14,0 %) ; cette estimation est basée sur la puissance installée au 31/12/2024, donc supérieure à la production réelle de l'année ; cet indicateur de pénétration du solaire place le pays à l'avant-dernier rang mondial, loin derrière la Grèce (27,9 %), les Pays-Bas (25,5 %), l'Espagne (24,0 %), la Hongrie (20,6 %), l'Allemagne (19,8 %), la France (7,3 %), la Suède (3,7 %).
En 2023, la production d'électricité solaire photovoltaïque en Finlande a atteint 647 GWh, soit 0,8 % de la production d'électricité du pays, contre 392 GWh (0,5 %), en hausse de 65 %.

### Puissance installée
En 2024, la Finlande a installé 200 MWc, soit 0,3 % du total de l'UE, loin derrière l'Allemagne (24,2 %), l'Espagne (13,1 %), l'Italie (10,8 %), la France (8,4 %), la Pologne (7,3 %), les Pays-Bas (5,2 %) et la Grèce (4,3 %). La puissance installée du parc photovoltaïque finlandais atteint 1 209 MWc, en progression de 20 % en un an, soit 0,4 % du total de l'UE, au 20e rang européen, loin derrière l'Allemagne (89 130 MWc, 29,1 %), l'Espagne (37 438 MWc, 12,2 %), l'Italie (35 819 MWc, 11,7 %), la France (24 878 MWc, 8,1 %), les Pays-Bas (23 904 MWc, 7,9 %) et la Pologne (20 945 MWc, 6,6 %). La puissance installée par habitant en Finlande atteignait 215,7 Wc fin 2024, inférieure de 68 % à la moyenne de l'Union européenne (682 Wc), à l'avant-dernier rang de l'UE, loin derrière les Pays-Bas (1 357,6 Wc), l'Allemagne (1 068 Wc) et l'Autriche (941,2 Wc), et même derrière la France (363,4 Wc).
| Puissance installée photovoltaïque en Finlande (MWc), | Puissance installée photovoltaïque en Finlande (MWc), | Puissance installée photovoltaïque en Finlande (MWc), | Puissance installée photovoltaïque en Finlande (MWc), |
| Année                                                 | Puissance installée                                   | Installations de l'année                              | % Variations                                          |
| ----------------------------------------------------- | ----------------------------------------------------- | ----------------------------------------------------- | ----------------------------------------------------- |
| 2001                                                  | 2,76                                                  | n.a.                                                  | n.a.                                                  |
| 2002                                                  | 3,05                                                  | 0,29                                                  | 10%                                                   |
| 2003                                                  | 3,40                                                  | 0,35                                                  | 11%                                                   |
| 2004                                                  | 3,70                                                  | 0,30                                                  | 9%                                                    |
| 2005                                                  | 4,00                                                  | 0,30                                                  | 8%                                                    |
| 2006                                                  | 4,62                                                  | 0,62                                                  | 16%                                                   |
| 2007                                                  | 5,10                                                  | 0,48                                                  | 10%                                                   |
| 2008                                                  | 5,65                                                  | 0,55                                                  | 11%                                                   |
| 2009                                                  | 7,65                                                  | 2,00                                                  | 35%                                                   |
| 2010                                                  | 9,65                                                  | 2,00                                                  | 26%                                                   |
| 2011                                                  | 11,17                                                 | 1,52                                                  | 16%                                                   |
| 2012                                                  | 11,17                                                 | 0                                                     | 0%                                                    |
| 2013                                                  | 11,17                                                 | 0                                                     | 0%                                                    |
| 2014                                                  | 11,17                                                 | 0                                                     | 0%                                                    |
| 2015                                                  | 14,7                                                  | 3,53                                                  | 31%                                                   |
| 2023                                                  | 1 009                                                 |                                                       |                                                       |
| 2024                                                  | 1 209                                                 | 200                                                   | 20 %                                                  |